# CCL27
CCL27, hemokin (C-C motiv) ligand 27, je mali citokin iz CC hemokin familije koji je takođe poznat pod imenima IL-11 R-alfa-lokus hemokin (ILC), skinkin, ESkin i kožni T-ćelijski atraktivni hemokin (CTACK). On je asociran sa navođenjem memorijskih T limfocita ka koži, i on učestvuje u T ćelijama posredovanoj inflamaciji kože. CCL27 je izražen u brojnim tkivima, među kojima su gonade, timus, posteljica i koža. On ispoljava svoje hemotaksne efekte vezivanjem za hemokinski receptor . CCL27 gen je lociran na ljudskom hromozomu 9.